# Evelyn Lauder
Evelyn Lauder (Viena, 12 de agosto de 1936 – Manhattan, 12 de novembro de 2011) foi uma empresária e ativista austríaca, naturalizada norte-americana.
Nascida com o nome de Evelyn Hausner em 1936, sua família fugiu do nazismo em 1938 quando mudaram-se para Nova York. Em 1959 casou com o empresário Leonard A. Lauder, situação esta que a posicionou-se como a vice-presidente da empresa Estée Lauder Companies, algumas décadas após o seu matrimônio.
No ano de 1989 foi-lhe diagnosticado um câncer de mama e a partir deste fato, iniciou uma ampla atividade internacional na luta contra esta doença, sendo a criadora da campanha do Laço cor-de-rosa. Em 1993 criou uma fundação para pesquisas objetivando a cura deste tipo de câncer.
Em 2007 foi diagnosticada com outro tipo de câncer, agora nos ovários e foi desta doença que faleceu em novembro de 2011.

## Ligação externa
- Site Oficial